# カイザー・ヴィルヘルム2世 (客船・2代)
カイザー・ヴィルヘルム2世（SS Kaiser Wilhelm II）は、総トン数19,361 トン、速力23 ノットの北ドイツ・ロイド社所属の豪華客船であった。ドイツのシュチェチンで建造され、完成したのは1903年の春である。

## ドイツ船籍定期船
カイザー・ヴィルヘルム2世は大西洋横断定期船として計画された。非常に高速であり、1904年に東回り航路でブルーリボン賞を受賞した。第一次世界大戦が勃発する直前まで、ドイツ - ニューヨーク間の定期船として運航され、一般の乗客から有名人まで、幅広い層の乗客に対応していた。カイザー・ヴィルヘルム2世が西回り航路を航行していた1914年8月3日、間違ってコースを外れてイギリスの巡洋艦に発見され、3日遅れでニューヨークに着くという事件が発生した。

## 徴用
第一次世界大戦の戦況拡大から復航を取りやめ、会社指示でニューヨーク停泊を続けていたがアメリカがドイツに宣戦布告した1917年4月6日、カイザー・ヴィルヘルム2世はアメリカ合衆国政府に押収され、改修を受けた。カイザー・ヴィルヘルム2世は押収される以前にドイツ人船員に破壊工作をされており、ドイツが改修を行った跡もあったが、アメリカによる修理は順調に進んだ。
1917年8月、アメリカ軍はカイザー・ヴィルヘルム2世（USS Kaiser Wilhelm II）を徴用し、アガメムノン (Agamemnon) と改名して9月から輸送船として使用した。その時に輸送船として初めて行った航海ではフランスへも航行し、この任務は10月に終わった。その後も運航され続けたが、1917年11月9日、ドイツの輸送船Von Steubenと衝突したが、損傷は激しくなく、数日遅れで乗船者を無事に輸送した。その後12月にアメリカ合衆国に帰還し修理を受け、1918年1月に復帰。西部戦線へ兵士を輸送する任務を任された。
アガメムノンはドイツ潜水艦（Uボート）と遭遇することがたびたびあった。また、1918年秋にインフルエンザが流行ったことがあった。

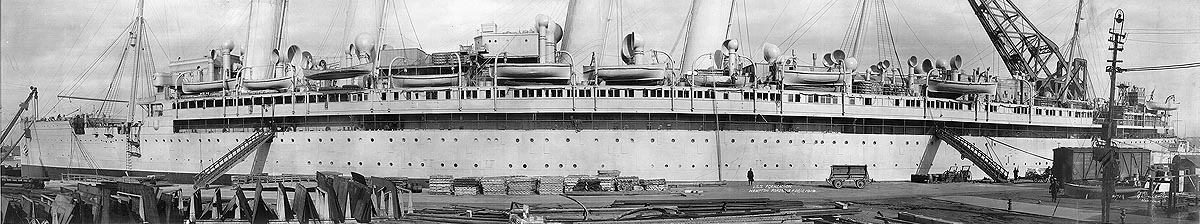
アガメムノン

1918年12月、ドイツが停戦宣言をすると、戦争は事実上終結した。アガメムノンは1918年8月までに9回の航海をし、42,000名の兵士を輸送した船舶となった。その後アガメムノンは8月に任務を解かれ、再び輸送船として使用するために一時的にアメリカ合衆国旧陸軍省に預けられ、1920年に改修が終了し1927年に再びモンティセロ (Monticello) と改名したが、客船として運航されることは二度となかった。
その後、輸送船として再び使用するのには老朽化しすぎていると見なした軍部は、モンティセロを1940年にスクラップとした。